# FBXL3
FBXL3 (англ. F-box and leucine rich repeat protein 3) – білок, який кодується однойменним геном, розташованим у людей на короткому плечі 13-ї хромосоми. Довжина поліпептидного ланцюга білка становить 428 амінокислот, а молекулярна маса — 48 707.
| 10         |  | 20         |  | 30         |  | 40         |  | 50         |
| ---------- |  | ---------- |  | ---------- |  | ---------- |  | ---------- |
| MKRGGRDSDR |  | NSSEEGTAEK |  | SKKLRTTNEH |  | SQTCDWGNLL |  | QDIILQVFKY |
| LPLLDRAHAS |  | QVCRNWNQVF |  | HMPDLWRCFE |  | FELNQPATSY |  | LKATHPELIK |
| QIIKRHSNHL |  | QYVSFKVDSS |  | KESAEAACDI |  | LSQLVNCSLK |  | TLGLISTARP |
| SFMDLPKSHF |  | ISALTVVFVN |  | SKSLSSLKID |  | DTPVDDPSLK |  | VLVANNSDTL |
| KLLKMSSCPH |  | VSPAGILCVA |  | DQCHGLRELA |  | LNYHLLSDEL |  | LLALSSEKHV |
| RLEHLRIDVV |  | SENPGQTHFH |  | TIQKSSWDAF |  | IRHSPKVNLV |  | MYFFLYEEEF |
| DPFFRYEIPA |  | THLYFGRSVS |  | KDVLGRVGMT |  | CPRLVELVVC |  | ANGLRPLDEE |
| LIRIAERCKN |  | LSAIGLGECE |  | VSCSAFVEFV |  | KMCGGRLSQL |  | SIMEEVLIPD |
| QKYSLEQIHW |  | EVSKHLGRVW |  | FPDMMPTW   |  |            |  |            |

A: Аланін

C: Цистеїн

D: Аспарагінова кислота

E: Глутамінова кислота

F: Фенілаланін

G: Гліцин

H: Гістидин

I: Ізолейцин

K: Лізин

L: Лейцин

M: Метіонін

N: Аспарагін

P: Пролін

Q: Глутамін

R: Аргінін

S: Серин

T: Треонін

V: Валін

W: Триптофан

Задіяний у таких біологічних процесах, як біологічні ритми, убіквітинування білків. 
Локалізований у цитоплазмі, ядрі.